# Ijimaia plicatellus
Ijimaia plicatellus är en fiskart som först beskrevs av Gilbert, 1905.  Ijimaia plicatellus ingår i släktet Ijimaia och familjen Ateleopodidae. Inga underarter finns listade i Catalogue of Life.